# Kelani
Reka Kelani (sinhalsko කැළණි ගඟ Kelani gang) teče na Šrilanki in je dolga 145 kilometrov. Je četrta najdaljša reka v državi in se razteza od gorovja Sri Pada do Kolomba. Teče skozi ali meji na okrožja Nuwara Eliya, Ratnapura, Kegalle, Gampaha in Kolombo. Kelani teče tudi skozi bivšo prestolnico Šrilanke in zagotavlja 80% pitne vode.

## Hidrologija
Kelani ima v svojem gornjem toku dva glavna pritoka. To sta Kehelgamu Oya in Maskeli Oya. Ta dva prispevata del hidroelektrične proizvodnje in sicer z več velikimi zbiralniki, ribniki in elektrarnami. Zbiralnika Castlereigh in Norton sta zgrajena na Kehelgamu Oya, medtem ko so zbiralniki Maskeliya, Kanyon in Laxapana zgrajeni na Maskeli Oya. V njenem spodnjem toku je še nekaj pritokov, od katerih so najbolj znani We Oya pri Yatiyanthoti, Gurugoda Oya v Ruwanwelli in Seethawaka Ganga v Avissawelli.

## Hidrometrija in uporaba
Reka zagotavlja približno 80% vode za porabo v Kolombu. Poleg tega se reka uporablja za transport, ribištvo, odstranjevanje odplak, pridobivanje peska in za proizvodnjo električne energije. Veliko ljudi je odvisno od reke v vsakodnevnem življenju. V odvisnosti od delovanja treh zbiralnikov, se tok reke giblje od 20 m³ / s do 25 m³ / s v suhih sezonah in 800 m³ / s do 1500 m³ / s med monsuni. Letna količina pridobljenega peska je približno 600.000 m² do 800.000 m². Z bagri ljudje kopljejo v rečno dno, od koder pesek dvignejo na vlačilce in ko je ta poln, se odpelje na obrežje in sortira v različne frakcije. Pridobivanje peska je razlog, da se korito reke umakne za približno 10 cm na leto. Trenutno sta v zvezi z reko dve težavi: poplave v času monsuna in salinizacija v suhem obdobju.
Poleg tega raven vode vpliva na tveganje poplav v Kolombu. Eden od razlogov je, da del mesta in predmestja leži na spodnji poplavni ravnini reke. Izpostavljenost Kolomba in zgornjega povodja reke Kelani z istim monsonom, tj. jugozahodnim monsunom, je še en razlog.
Težave so povezane z vdorom soli zaradi okrepljenega poglabljanja reke, ki ga povzroča pridobivanje peska. Uredba za preprečevanje vdora soli lahko zmanjša kakovost vode na druge načine in lahko poveča tveganje poplav. Pridobivanje peska je ekonomsko pomembno na nacionalni ravni in za številne sodelujoče.
Tok reke Kelani je bil raziskan gorvodno od Ambatale pri Hanwelliju, kjer so analizirali izpuste v reko od leta 1973 do leta 2004 (v milijonih m³ / mesec).

## Kulturni pomen
Kelani je tesno povezan s singalsko budistično kulturo na Šrilanki, zlasti z ljudmi, ki živijo na območju, označenem kot dolina Kelani. To je predvsem posledica dejstva, da je reka Kelani povezana z dvema najbolj romarskima budističnima svetiščema, to sta Adamov vrh in Kelaniya Raja Maha Vihara. Obstajajo tudi številne ljudske pesmi, ki omenjajo reko Kelani.

## Posebnosti
Z Oskarjem nagrajen film Most na reki Kwai je bil posnet na reki Kelani, v bližini Kitulgale, čeprav ni do danes ostalo nič, razen betonskih temeljev za most (in, domnevno, potopljeni vagoni vlaka, ki so padli v reko v razburljivi sceni).

## Mostovi
Pomembni mostovi na Kelaniju so:
| št. | ime mostu                             | lokacija                | cesta                               | dolžina | leto izgradnje |
| --- | ------------------------------------- | ----------------------- | ----------------------------------- | ------- | -------------- |
| 1   | Most v Mattakkuliyi                   | 6° 58.847', 79° 52.505' | Mattakkuliya-Hekitta                | xxx     | xxx            |
| 2   | Šrilanško-Japonski most prijateljstva | 6° 57.46', 79° 52.58'   | Puttalam-Kolombo                    | 302     | 2007           |
| 3   | Novi most čez Kelani                  | 6° 57.268', 79° 52.960' | E03 Colombo - Katunayake Expressway | 275 m   | 2013           |
| 4   | železniški most                       | 6° 57.280', 79° 53.384' | glavna proga                        | xxx     | nov v gradnji  |
| 5   | Most Kelanisiri                       | 6° 56.974', 79° 55.218' | Kelanimulla-Kelaniya                | 130 m   | 2008           |
| 5a  | Most v Pettiwili                      | 6.942041, 79.958366     | brv za pešce                        | xxx     | xxx            |
| 6   | OCH most                              | 6° 56.276', 79° 58.311' | zunanja obvozna avtocesta           | 250 m   | 2015           |
| 7   | Most v Kaduweli                       | 6° 56.175', 79° 59.113' | Kaduwela-Bandarawatta               | xxx     | xxx            |
| 8   | Most v Nawagamuwi                     | 6° 55.511', 80° 1.190'  | Nawagamuwa-Mapitigama               | xxx     | xxx            |
| 9   | Most Hanwella                         | 6° 54.601', 80° 5.001'  | Colombo-Ratnapura                   | xxx     | xxx            |
| 10  | Most v Pugodi                         | 6° 58.404', 80° 7.401'  | Kosgama-Pugoda                      | xxx     | xxx            |
| 11  | Most v Gurugalli                      | 6° 59.730', 80° 12.835' | Talduwa-Meewitigammana              | xxx     | xxx            |
| 12  | Most v Karawanelli                    | 7° 1.208', 80° 15.748'  | Colombo-Hatton                      | xxx     | xxx            |
| 13  | Most v Garagodi                       | 7° 1.684', 80° 17.652'  | Yatiyantota-Magammana               | xxx     | xxx            |
| 14  | Most v Behenelli                      | 6° 59.792', 80° 21.593' | Thaligama-Behenella                 | xxx     | v gradnji      |